# Raïbi Jamila
Raïbi Jamila est un yaourt à boire à la grenadine commercialisé par Centrale Danone depuis 1966.

## Historique
Se positionnant entre le petit-lait et le yaourt, et semblable au lait caillé, Raïbi est lancé en 1966 par Centrale laitière,. Outre le parfum grenadine, il existe aussi les saveurs vanille et caramel.
Alors que le Raïbi a été inventé par Centrale laitière, par la suite d'autres entreprises ont lancé leur propre raïbi, la dénomination étant tombée dans le domaine public.